# Куратори (телесеріал)
«Куратори» — український комедійний серіал, знятий студією «Мамахохотала» та телеканалом «НЛО TV». Прем'єра серіалу відбулась 5 березня 2018 року на телеканалі «НЛО TV». Другий сезон стартував 16 жовтня того ж року.

## Сюжет

### Перший Сезон
Через загрозу відключення з університету, студентам Тіму Абрамчуку та Богдану Маслюку доводиться стати кураторами для іноземних студентів. Спершу Тім зовсім не хоче цим займатись, проте пізніше зустрічає іноземку Емілію й одразу ж змінює свою думку. Разом з тим починають свій розвиток й інші сюжетні лінії: спроби студента Обі почати стосунки зі своєю сусідкою Тамарою, а також конфлікти між Тамарою та її батьком.

### Другий Сезон
Тім починає зустрічатися з новою дівчиною, Юлею, а Емі розуміє, що не байдужа до нього. Тим часом Обі й Тамарі, котрі вже почали зустрічатися, доводиться пройти важкий період стосунків, а разом із цим «зам. деканша» починає використовувати все радикальніші спроби усунення декана з його посади.

## Персонажі

### Головні
- Тимофій Абрамчук (Тім) — один з кураторів. Самовпевнений та доволі нахабний ловелас. Він весь час насміхається над своїми сусідами та використовує їх у своїх цілях. Тім закоханий в студентку Емілію, адже навіть маючи дівчину, він все-одно намагався завадити іншим хлопцям почати стосунки з Емі. Його грає Євген Янович.
- Богдан Маслюк (Бодя) — ще один куратор. Відмінник у навчанні. Наївний хлопець з проблемою переїдання. Через довірливість його часто використовують знайомі. Богдан ніколи не мав дівчини, через що сильно переймається. Його грає Олег Маслюк.
- Емілія Летіс (Емі) — студентка з Литви. Скромна відмінниця, котра дуже любить природу й тварин. Емі подобається Тіму, проте дівчина довгий час не відповідала йому взаємністю, доки той не почав зустрічатися з Юлею. Емілію грає Анастасія Король.
- Тамара Берадзе (Тома) — студентка з Грузії. Вона має дуже грубий та впертий характер. У другому сезоні почала зустрічатися з Обі, хоч і не перестала весь час принижувати й критикувати його. Також у другому сезоні вона стала директором кафе. Тамару грає Серіне Сіаносян.
- Обі Кібібі — студент з невказаної африканської країни. Намагається здаватися крутим, але насправді є наївним і боягузливим. Впродовж першого сезону залицявся до Тамари, з якою він почав зустрічатися в другому сезоні. Його грає Мартін Філдман.
- Джаганнат Айчара (Джа) — студент з Індії. Стереотипний індус з проблемною вимовою українських слів. Джа вірить у різні індійські забобони та амулети, через що часто стає об'єктом насмішок Тіма. Він уміє добре грати в баскетбол. Джаганната грає Сандро Матеуш.
- Деспіна Лі (Дес) — студентка з Таїланду. Самовпевнена та саркастична ловеласка. Часто свариться з Тамарою. Майже не з'являється на екрані, проводячи більшість часу зі своїми коханцями. Також Дес володіє Карате. Її грає Олеся Гайова.
- Валентин Порфирович — це декан медичного факультету. Він є дуже наївним та добродушним, через що його легко обдурюють студенти. Також декан вірить у магію та різні забобони, яким він навчає своїх студентів на заняттях. Весь час ламає кисть правої руки, вдаряючи нею об стіл. Валентина Порфировича грає Ігор Портянко.

### Другорядні
- Вікторія Романівна (Зам. деканша) — заступниця декана. Сувора та перфекціоністична. Недолюблює Тіма за його нахабний характер. Також «зам. деканша» недолюблює й декана, через його інфантильність, тому в другому сезоні вона вирішує будь-яким способом позбутися його. Вікторію Романівну грає Аліса Тункевич.
- Людмила Семенівна (Коменда) — комендантка в гуртожитку. Весь час видурює зі студентів гроші в будь-який відомий їй спосіб. Недолюблює Абрамчука, бо вважає його конкурентом. Часто залицяється до Обі. «Коменду» грає Надія Кондратовська.
- Каха Берадзе — батько Тамари. Він був дуже не радий від'їзду доньки до України й тому викупив кафе поряд з її університетом, аби бути в курсі всіх подій. Спершу був проти стосунків між Томою й Обі, проте змінив свою думку. Пізніше зробив Тамару директором кафе. Каху грає Заза Чантурія.
- Юля — нова дівчина Тіма в другому сезоні. Студентка стоматологічного факультету. Недалека, проте коли вип'є, то наче стає іншою людиною й починає говорити дуже розумні речі. Має свій фуд-блог в інтернеті. Юлю грає Анна Гресь.
- Вова — офіціант і бармен у кафе Тамари. Любить поглузувати з Богдана. Весь час знаходиться в боргу у Томи, через те що роздає безплатну їжу чи продає техніку з кафе. Вову грає Володимир Кравчук.
- Юрій Іванович — викладач. Доволі суворий і саркастичний. Любить грати в шахи та настільні ігри. Його грає Юрій Громовий.

## Епізоди
| Сезон | Сезон | Епізоди | Оригінальні покази | Оригінальні покази |
| Сезон | Сезон | Епізоди | Прем'єра           | Фінал              |
| ----- | ----- | ------- | ------------------ | ------------------ |
|       | 1     | 32      | 5 березня 2018     | 13 квітня 2018     |
|       | 2     | 33      | 15 жовтня 2018     | 7 листопада 2018   |

### Сезон 1 (2018)
| Серія (загалом) | Серія (в сезоні) | Режисер           | Сценарист | Прем'єра        |
| --------------- | ---------------- | ----------------- | --- | --------------- |
| 1               | 1                | Наталя Пасеницька | Денис Голишев, Сергій Хачко, Григорій Подольський, Олексій Вознюк, Дмитро Андрієнко, Олександр Разбейков, Рома Грищук, Іван Мелашенко, Олексій Рева, Ігор Рева, Антон Мигаль, Артур Губка, Степан Олійник, Євгеній Бугров, Бекір Мамедієв, Євгеній Новоселицький | 5 березня 2018  |
| 2               | 2                | Наталя Пасеницька | Денис Голишев, Сергій Хачко, Григорій Подольський, Олексій Вознюк, Дмитро Андрієнко, Олександр Разбейков, Рома Грищук, Іван Мелашенко, Олексій Рева, Ігор Рева, Антон Мигаль, Артур Губка, Степан Олійник, Євгеній Бугров, Бекір Мамедієв, Євгеній Новоселицький | 5 березня 2018  |
| 3               | 3                | Наталя Пасеницька | Денис Голишев, Сергій Хачко, Григорій Подольський, Олексій Вознюк, Дмитро Андрієнко, Олександр Разбейков, Рома Грищук, Іван Мелашенко, Олексій Рева, Ігор Рева, Антон Мигаль, Артур Губка, Степан Олійник, Євгеній Бугров, Бекір Мамедієв, Євгеній Новоселицький | 6 березня 2018  |
| 4               | 4                | Наталя Пасеницька | Денис Голишев, Сергій Хачко, Григорій Подольський, Олексій Вознюк, Дмитро Андрієнко, Олександр Разбейков, Рома Грищук, Іван Мелашенко, Олексій Рева, Ігор Рева, Антон Мигаль, Артур Губка, Степан Олійник, Євгеній Бугров, Бекір Мамедієв, Євгеній Новоселицький | 7 березня 2018  |
| 5               | 5                | Наталя Пасеницька | Денис Голишев, Сергій Хачко, Григорій Подольський, Олексій Вознюк, Дмитро Андрієнко, Олександр Разбейков, Рома Грищук, Іван Мелашенко, Олексій Рева, Ігор Рева, Антон Мигаль, Артур Губка, Степан Олійник, Євгеній Бугров, Бекір Мамедієв, Євгеній Новоселицький | 8 березня 2018  |
| 6               | 6                | Наталя Пасеницька | Денис Голишев, Сергій Хачко, Григорій Подольський, Олексій Вознюк, Дмитро Андрієнко, Олександр Разбейков, Рома Грищук, Іван Мелашенко, Олексій Рева, Ігор Рева, Антон Мигаль, Артур Губка, Степан Олійник, Євгеній Бугров, Бекір Мамедієв, Євгеній Новоселицький | 9 березня 2018  |
| 7               | 7                | Наталя Пасеницька | Денис Голишев, Сергій Хачко, Григорій Подольський, Олексій Вознюк, Дмитро Андрієнко, Олександр Разбейков, Рома Грищук, Іван Мелашенко, Олексій Рева, Ігор Рева, Антон Мигаль, Артур Губка, Степан Олійник, Євгеній Бугров, Бекір Мамедієв, Євгеній Новоселицький | 12 березня 2018 |
| 8               | 8                | Наталя Пасеницька | Денис Голишев, Сергій Хачко, Григорій Подольський, Олексій Вознюк, Дмитро Андрієнко, Олександр Разбейков, Рома Грищук, Іван Мелашенко, Олексій Рева, Ігор Рева, Антон Мигаль, Артур Губка, Степан Олійник, Євгеній Бугров, Бекір Мамедієв, Євгеній Новоселицький | 13 березня 2018 |
| 9               | 9                | Наталя Пасеницька | Денис Голишев, Сергій Хачко, Григорій Подольський, Олексій Вознюк, Дмитро Андрієнко, Олександр Разбейков, Рома Грищук, Іван Мелашенко, Олексій Рева, Ігор Рева, Антон Мигаль, Артур Губка, Степан Олійник, Євгеній Бугров, Бекір Мамедієв, Євгеній Новоселицький | 15 березня 2018 |
| 10              | 10               | Наталя Пасеницька | Денис Голишев, Сергій Хачко, Григорій Подольський, Олексій Вознюк, Дмитро Андрієнко, Олександр Разбейков, Рома Грищук, Іван Мелашенко, Олексій Рева, Ігор Рева, Антон Мигаль, Артур Губка, Степан Олійник, Євгеній Бугров, Бекір Мамедієв, Євгеній Новоселицький | 16 березня 2018 |
| 11              | 11               | Наталя Пасеницька | Денис Голишев, Сергій Хачко, Григорій Подольський, Олексій Вознюк, Дмитро Андрієнко, Олександр Разбейков, Рома Грищук, Іван Мелашенко, Олексій Рева, Ігор Рева, Антон Мигаль, Артур Губка, Степан Олійник, Євгеній Бугров, Бекір Мамедієв, Євгеній Новоселицький | 16 березня 2018 |
| 12              | 12               | Наталя Пасеницька | Денис Голишев, Сергій Хачко, Григорій Подольський, Олексій Вознюк, Дмитро Андрієнко, Олександр Разбейков, Рома Грищук, Іван Мелашенко, Олексій Рева, Ігор Рева, Антон Мигаль, Артур Губка, Степан Олійник, Євгеній Бугров, Бекір Мамедієв, Євгеній Новоселицький | 19 березня 2018 |
| 13              | 13               | Наталя Пасеницька | Денис Голишев, Сергій Хачко, Григорій Подольський, Олексій Вознюк, Дмитро Андрієнко, Олександр Разбейков, Рома Грищук, Іван Мелашенко, Олексій Рева, Ігор Рева, Антон Мигаль, Артур Губка, Степан Олійник, Євгеній Бугров, Бекір Мамедієв, Євгеній Новоселицький | 20 березня 2018 |
| 14              | 14               | Наталя Пасеницька | Денис Голишев, Сергій Хачко, Григорій Подольський, Олексій Вознюк, Дмитро Андрієнко, Олександр Разбейков, Рома Грищук, Іван Мелашенко, Олексій Рева, Ігор Рева, Антон Мигаль, Артур Губка, Степан Олійник, Євгеній Бугров, Бекір Мамедієв, Євгеній Новоселицький | 21 березня 2018 |
| 15              | 15               | Наталя Пасеницька | Денис Голишев, Сергій Хачко, Григорій Подольський, Олексій Вознюк, Дмитро Андрієнко, Олександр Разбейков, Рома Грищук, Іван Мелашенко, Олексій Рева, Ігор Рева, Антон Мигаль, Артур Губка, Степан Олійник, Євгеній Бугров, Бекір Мамедієв, Євгеній Новоселицький | 22 березня 2018 |
| 16              | 16               | Наталя Пасеницька | Денис Голишев, Сергій Хачко, Григорій Подольський, Олексій Вознюк, Дмитро Андрієнко, Олександр Разбейков, Рома Грищук, Іван Мелашенко, Олексій Рева, Ігор Рева, Антон Мигаль, Артур Губка, Степан Олійник, Євгеній Бугров, Бекір Мамедієв, Євгеній Новоселицький | 23 березня 2018 |
| 17              | 17               | Наталя Пасеницька | Денис Голишев, Сергій Хачко, Григорій Подольський, Олексій Вознюк, Дмитро Андрієнко, Олександр Разбейков, Рома Грищук, Іван Мелашенко, Олексій Рева, Ігор Рева, Антон Мигаль, Артур Губка, Степан Олійник, Євгеній Бугров, Бекір Мамедієв, Євгеній Новоселицький | 26 березня 2018 |
| 18              | 18               | Наталя Пасеницька | Денис Голишев, Сергій Хачко, Григорій Подольський, Олексій Вознюк, Дмитро Андрієнко, Олександр Разбейков, Рома Грищук, Іван Мелашенко, Олексій Рева, Ігор Рева, Антон Мигаль, Артур Губка, Степан Олійник, Євгеній Бугров, Бекір Мамедієв, Євгеній Новоселицький | 27 березня 2018 |
| 19              | 19               | Наталя Пасеницька | Денис Голишев, Сергій Хачко, Григорій Подольський, Олексій Вознюк, Дмитро Андрієнко, Олександр Разбейков, Рома Грищук, Іван Мелашенко, Олексій Рева, Ігор Рева, Антон Мигаль, Артур Губка, Степан Олійник, Євгеній Бугров, Бекір Мамедієв, Євгеній Новоселицький | 28 березня 2018 |
| 20              | 20               | Наталя Пасеницька | Денис Голишев, Сергій Хачко, Григорій Подольський, Олексій Вознюк, Дмитро Андрієнко, Олександр Разбейков, Рома Грищук, Іван Мелашенко, Олексій Рева, Ігор Рева, Антон Мигаль, Артур Губка, Степан Олійник, Євгеній Бугров, Бекір Мамедієв, Євгеній Новоселицький | 29 березня 2018 |
| 21              | 21               | Наталя Пасеницька | Денис Голишев, Сергій Хачко, Григорій Подольський, Олексій Вознюк, Дмитро Андрієнко, Олександр Разбейков, Рома Грищук, Іван Мелашенко, Олексій Рева, Ігор Рева, Антон Мигаль, Артур Губка, Степан Олійник, Євгеній Бугров, Бекір Мамедієв, Євгеній Новоселицький | 30 березня 2018 |
| 22              | 22               | Наталя Пасеницька | Денис Голишев, Сергій Хачко, Григорій Подольський, Олексій Вознюк, Дмитро Андрієнко, Олександр Разбейков, Рома Грищук, Іван Мелашенко, Олексій Рева, Ігор Рева, Антон Мигаль, Артур Губка, Степан Олійник, Євгеній Бугров, Бекір Мамедієв, Євгеній Новоселицький | 2 квітня 2018   |
| 23              | 23               | Наталя Пасеницька | Денис Голишев, Сергій Хачко, Григорій Подольський, Олексій Вознюк, Дмитро Андрієнко, Олександр Разбейков, Рома Грищук, Іван Мелашенко, Олексій Рева, Ігор Рева, Антон Мигаль, Артур Губка, Степан Олійник, Євгеній Бугров, Бекір Мамедієв, Євгеній Новоселицький | 3 квітня 2018   |
| 24              | 24               | Наталя Пасеницька | Денис Голишев, Сергій Хачко, Григорій Подольський, Олексій Вознюк, Дмитро Андрієнко, Олександр Разбейков, Рома Грищук, Іван Мелашенко, Олексій Рева, Ігор Рева, Антон Мигаль, Артур Губка, Степан Олійник, Євгеній Бугров, Бекір Мамедієв, Євгеній Новоселицький | 4 квітня 2018   |
| 25              | 25               | Наталя Пасеницька | Денис Голишев, Сергій Хачко, Григорій Подольський, Олексій Вознюк, Дмитро Андрієнко, Олександр Разбейков, Рома Грищук, Іван Мелашенко, Олексій Рева, Ігор Рева, Антон Мигаль, Артур Губка, Степан Олійник, Євгеній Бугров, Бекір Мамедієв, Євгеній Новоселицький | 5 квітня 2018   |
| 26              | 26               | Наталя Пасеницька | Денис Голишев, Сергій Хачко, Григорій Подольський, Олексій Вознюк, Дмитро Андрієнко, Олександр Разбейков, Рома Грищук, Іван Мелашенко, Олексій Рева, Ігор Рева, Антон Мигаль, Артур Губка, Степан Олійник, Євгеній Бугров, Бекір Мамедієв, Євгеній Новоселицький | 6 квітня 2018   |
| 27              | 27               | Наталя Пасеницька | Денис Голишев, Сергій Хачко, Григорій Подольський, Олексій Вознюк, Дмитро Андрієнко, Олександр Разбейков, Рома Грищук, Іван Мелашенко, Олексій Рева, Ігор Рева, Антон Мигаль, Артур Губка, Степан Олійник, Євгеній Бугров, Бекір Мамедієв, Євгеній Новоселицький | 10 квітня 2018  |
| 28              | 28               | Наталя Пасеницька | Денис Голишев, Сергій Хачко, Григорій Подольський, Олексій Вознюк, Дмитро Андрієнко, Олександр Разбейков, Рома Грищук, Іван Мелашенко, Олексій Рева, Ігор Рева, Антон Мигаль, Артур Губка, Степан Олійник, Євгеній Бугров, Бекір Мамедієв, Євгеній Новоселицький | 10 квітня 2018  |
| 29              | 29               | Наталя Пасеницька | Денис Голишев, Сергій Хачко, Григорій Подольський, Олексій Вознюк, Дмитро Андрієнко, Олександр Разбейков, Рома Грищук, Іван Мелашенко, Олексій Рева, Ігор Рева, Антон Мигаль, Артур Губка, Степан Олійник, Євгеній Бугров, Бекір Мамедієв, Євгеній Новоселицький | 11 квітня 2018  |
| 30              | 30               | Наталя Пасеницька | Денис Голишев, Сергій Хачко, Григорій Подольський, Олексій Вознюк, Дмитро Андрієнко, Олександр Разбейков, Рома Грищук, Іван Мелашенко, Олексій Рева, Ігор Рева, Антон Мигаль, Артур Губка, Степан Олійник, Євгеній Бугров, Бекір Мамедієв, Євгеній Новоселицький | 12 квітня 2018  |
| 31              | 31               | Наталя Пасеницька | Денис Голишев, Сергій Хачко, Григорій Подольський, Олексій Вознюк, Дмитро Андрієнко, Олександр Разбейков, Рома Грищук, Іван Мелашенко, Олексій Рева, Ігор Рева, Антон Мигаль, Артур Губка, Степан Олійник, Євгеній Бугров, Бекір Мамедієв, Євгеній Новоселицький | 13 квітня 2018  |
| 32              | 32               | Наталя Пасеницька | Денис Голишев, Сергій Хачко, Григорій Подольський, Олексій Вознюк, Дмитро Андрієнко, Олександр Разбейков, Рома Грищук, Іван Мелашенко, Олексій Рева, Ігор Рева, Антон Мигаль, Артур Губка, Степан Олійник, Євгеній Бугров, Бекір Мамедієв, Євгеній Новоселицький | 13 квітня 2018  |

### Сезон 2 (2018)
| Серія (загалом) | Серія (в сезоні) | Режисер           | Сценарист | Прем'єра         |
| --------------- | ---------------- | ----------------- | --- | ---------------- |
| 33              | 1                | Наталя Пасеницька | Денис Голишев, Сергій Хачко, Григорій Подольський, Олексій Вознюк, Дмитро Андрієнко, Олександр Разбейков, Рома Грищук, Олексій Рева, Ігор Рева, Антон Мигаль, Артур Губка, Степан Олійник, Євгеній Сосовський, Іван Мелашенко | 15 жовтня 2018   |
| 34              | 2                | Наталя Пасеницька | Денис Голишев, Сергій Хачко, Григорій Подольський, Олексій Вознюк, Дмитро Андрієнко, Олександр Разбейков, Рома Грищук, Олексій Рева, Ігор Рева, Антон Мигаль, Артур Губка, Степан Олійник, Євгеній Сосовський, Іван Мелашенко | 15 жовтня 2018   |
| 35              | 3                | Наталя Пасеницька | Денис Голишев, Сергій Хачко, Григорій Подольський, Олексій Вознюк, Дмитро Андрієнко, Олександр Разбейков, Рома Грищук, Олексій Рева, Ігор Рева, Антон Мигаль, Артур Губка, Степан Олійник, Євгеній Сосовський, Іван Мелашенко | 16 жовтня 2018   |
| 36              | 4                | Наталя Пасеницька | Денис Голишев, Сергій Хачко, Григорій Подольський, Олексій Вознюк, Дмитро Андрієнко, Олександр Разбейков, Рома Грищук, Олексій Рева, Ігор Рева, Антон Мигаль, Артур Губка, Степан Олійник, Євгеній Сосовський, Іван Мелашенко | 16 жовтня 2018   |
| 37              | 5                | Наталя Пасеницька | Денис Голишев, Сергій Хачко, Григорій Подольський, Олексій Вознюк, Дмитро Андрієнко, Олександр Разбейков, Рома Грищук, Олексій Рева, Ігор Рева, Антон Мигаль, Артур Губка, Степан Олійник, Євгеній Сосовський, Іван Мелашенко | 17 жовтня 2018   |
| 38              | 6                | Наталя Пасеницька | Денис Голишев, Сергій Хачко, Григорій Подольський, Олексій Вознюк, Дмитро Андрієнко, Олександр Разбейков, Рома Грищук, Олексій Рева, Ігор Рева, Антон Мигаль, Артур Губка, Степан Олійник, Євгеній Сосовський, Іван Мелашенко | 17 жовтня 2018   |
| 39              | 7                | Наталя Пасеницька | Денис Голишев, Сергій Хачко, Григорій Подольський, Олексій Вознюк, Дмитро Андрієнко, Олександр Разбейков, Рома Грищук, Олексій Рева, Ігор Рева, Антон Мигаль, Артур Губка, Степан Олійник, Євгеній Сосовський, Іван Мелашенко | 18 жовтня 2018   |
| 40              | 8                | Наталя Пасеницька | Денис Голишев, Сергій Хачко, Григорій Подольський, Олексій Вознюк, Дмитро Андрієнко, Олександр Разбейков, Рома Грищук, Олексій Рева, Ігор Рева, Антон Мигаль, Артур Губка, Степан Олійник, Євгеній Сосовський, Іван Мелашенко | 18 жовтня 2018   |
| 41              | 9                | Наталя Пасеницька | Денис Голишев, Сергій Хачко, Григорій Подольський, Олексій Вознюк, Дмитро Андрієнко, Олександр Разбейков, Рома Грищук, Олексій Рева, Ігор Рева, Антон Мигаль, Артур Губка, Степан Олійник, Євгеній Сосовський, Іван Мелашенко | 19 жовтня 2018   |
| 42              | 10               | Наталя Пасеницька | Денис Голишев, Сергій Хачко, Григорій Подольський, Олексій Вознюк, Дмитро Андрієнко, Олександр Разбейков, Рома Грищук, Олексій Рева, Ігор Рева, Антон Мигаль, Артур Губка, Степан Олійник, Євгеній Сосовський, Іван Мелашенко | 19 жовтня 2018   |
| 43              | 11               | Наталя Пасеницька | Денис Голишев, Сергій Хачко, Григорій Подольський, Олексій Вознюк, Дмитро Андрієнко, Олександр Разбейков, Рома Грищук, Олексій Рева, Ігор Рева, Антон Мигаль, Артур Губка, Степан Олійник, Євгеній Сосовський, Іван Мелашенко | 22 жовтня 2018   |
| 44              | 12               | Наталя Пасеницька | Денис Голишев, Сергій Хачко, Григорій Подольський, Олексій Вознюк, Дмитро Андрієнко, Олександр Разбейков, Рома Грищук, Олексій Рева, Ігор Рева, Антон Мигаль, Артур Губка, Степан Олійник, Євгеній Сосовський, Іван Мелашенко | 22 жовтня 2018   |
| 45              | 13               | Наталя Пасеницька | Денис Голишев, Сергій Хачко, Григорій Подольський, Олексій Вознюк, Дмитро Андрієнко, Олександр Разбейков, Рома Грищук, Олексій Рева, Ігор Рева, Антон Мигаль, Артур Губка, Степан Олійник, Євгеній Сосовський, Іван Мелашенко | 23 жовтня 2018   |
| 46              | 14               | Наталя Пасеницька | Денис Голишев, Сергій Хачко, Григорій Подольський, Олексій Вознюк, Дмитро Андрієнко, Олександр Разбейков, Рома Грищук, Олексій Рева, Ігор Рева, Антон Мигаль, Артур Губка, Степан Олійник, Євгеній Сосовський, Іван Мелашенко | 23 жовтня 2018   |
| 47              | 15               | Наталя Пасеницька | Денис Голишев, Сергій Хачко, Григорій Подольський, Олексій Вознюк, Дмитро Андрієнко, Олександр Разбейков, Рома Грищук, Олексій Рева, Ігор Рева, Антон Мигаль, Артур Губка, Степан Олійник, Євгеній Сосовський, Іван Мелашенко | 24 жовтня 2018   |
| 48              | 16               | Наталя Пасеницька | Денис Голишев, Сергій Хачко, Григорій Подольський, Олексій Вознюк, Дмитро Андрієнко, Олександр Разбейков, Рома Грищук, Олексій Рева, Ігор Рева, Антон Мигаль, Артур Губка, Степан Олійник, Євгеній Сосовський, Іван Мелашенко | 24 жовтня 2018   |
| 49              | 17               | Наталя Пасеницька | Денис Голишев, Сергій Хачко, Григорій Подольський, Олексій Вознюк, Дмитро Андрієнко, Олександр Разбейков, Рома Грищук, Олексій Рева, Ігор Рева, Антон Мигаль, Артур Губка, Степан Олійник, Євгеній Сосовський, Іван Мелашенко | 25 жовтня 2018   |
| 50              | 18               | Наталя Пасеницька | Денис Голишев, Сергій Хачко, Григорій Подольський, Олексій Вознюк, Дмитро Андрієнко, Олександр Разбейков, Рома Грищук, Олексій Рева, Ігор Рева, Антон Мигаль, Артур Губка, Степан Олійник, Євгеній Сосовський, Іван Мелашенко | 25 жовтня 2018   |
| 51              | 19               | Наталя Пасеницька | Денис Голишев, Сергій Хачко, Григорій Подольський, Олексій Вознюк, Дмитро Андрієнко, Олександр Разбейков, Рома Грищук, Олексій Рева, Ігор Рева, Антон Мигаль, Артур Губка, Степан Олійник, Євгеній Сосовський, Іван Мелашенко | 26 жовтня 2018   |
| 52              | 20               | Наталя Пасеницька | Денис Голишев, Сергій Хачко, Григорій Подольський, Олексій Вознюк, Дмитро Андрієнко, Олександр Разбейков, Рома Грищук, Олексій Рева, Ігор Рева, Антон Мигаль, Артур Губка, Степан Олійник, Євгеній Сосовський, Іван Мелашенко | 26 жовтня 2018   |
| 53              | 21               | Наталя Пасеницька | Денис Голишев, Сергій Хачко, Григорій Подольський, Олексій Вознюк, Дмитро Андрієнко, Олександр Разбейков, Рома Грищук, Олексій Рева, Ігор Рева, Антон Мигаль, Артур Губка, Степан Олійник, Євгеній Сосовський, Іван Мелашенко | 29 жовтня 2018   |
| 54              | 22               | Наталя Пасеницька | Денис Голишев, Сергій Хачко, Григорій Подольський, Олексій Вознюк, Дмитро Андрієнко, Олександр Разбейков, Рома Грищук, Олексій Рева, Ігор Рева, Антон Мигаль, Артур Губка, Степан Олійник, Євгеній Сосовський, Іван Мелашенко | 29 жовтня 2018   |
| 55              | 23               | Наталя Пасеницька | Денис Голишев, Сергій Хачко, Григорій Подольський, Олексій Вознюк, Дмитро Андрієнко, Олександр Разбейков, Рома Грищук, Олексій Рева, Ігор Рева, Антон Мигаль, Артур Губка, Степан Олійник, Євгеній Сосовський, Іван Мелашенко | 30 жовтня 2018   |
| 56              | 24               | Наталя Пасеницька | Денис Голишев, Сергій Хачко, Григорій Подольський, Олексій Вознюк, Дмитро Андрієнко, Олександр Разбейков, Рома Грищук, Олексій Рева, Ігор Рева, Антон Мигаль, Артур Губка, Степан Олійник, Євгеній Сосовський, Іван Мелашенко | 30 жовтня 2018   |
| 57              | 25               | Наталя Пасеницька | Денис Голишев, Сергій Хачко, Григорій Подольський, Олексій Вознюк, Дмитро Андрієнко, Олександр Разбейков, Рома Грищук, Олексій Рева, Ігор Рева, Антон Мигаль, Артур Губка, Степан Олійник, Євгеній Сосовський, Іван Мелашенко | 31 жовтня 2018   |
| 58              | 26               | Наталя Пасеницька | Денис Голишев, Сергій Хачко, Григорій Подольський, Олексій Вознюк, Дмитро Андрієнко, Олександр Разбейков, Рома Грищук, Олексій Рева, Ігор Рева, Антон Мигаль, Артур Губка, Степан Олійник, Євгеній Сосовський, Іван Мелашенко | 31 жовтня 2018   |
| 59              | 27               | Наталя Пасеницька | Денис Голишев, Сергій Хачко, Григорій Подольський, Олексій Вознюк, Дмитро Андрієнко, Олександр Разбейков, Рома Грищук, Олексій Рева, Ігор Рева, Антон Мигаль, Артур Губка, Степан Олійник, Євгеній Сосовський, Іван Мелашенко | 1 листопада 2018 |
| 60              | 28               | Наталя Пасеницька | Денис Голишев, Сергій Хачко, Григорій Подольський, Олексій Вознюк, Дмитро Андрієнко, Олександр Разбейков, Рома Грищук, Олексій Рева, Ігор Рева, Антон Мигаль, Артур Губка, Степан Олійник, Євгеній Сосовський, Іван Мелашенко | 1 листопада 2018 |
| 61              | 29               | Наталя Пасеницька | Денис Голишев, Сергій Хачко, Григорій Подольський, Олексій Вознюк, Дмитро Андрієнко, Олександр Разбейков, Рома Грищук, Олексій Рева, Ігор Рева, Антон Мигаль, Артур Губка, Степан Олійник, Євгеній Сосовський, Іван Мелашенко | 2 листопада 2018 |
| 62              | 30               | Наталя Пасеницька | Денис Голишев, Сергій Хачко, Григорій Подольський, Олексій Вознюк, Дмитро Андрієнко, Олександр Разбейков, Рома Грищук, Олексій Рева, Ігор Рева, Антон Мигаль, Артур Губка, Степан Олійник, Євгеній Сосовський, Іван Мелашенко | 2 листопада 2018 |
| 63              | 31               | Наталя Пасеницька | Денис Голишев, Сергій Хачко, Григорій Подольський, Олексій Вознюк, Дмитро Андрієнко, Олександр Разбейков, Рома Грищук, Олексій Рева, Ігор Рева, Антон Мигаль, Артур Губка, Степан Олійник, Євгеній Сосовський, Іван Мелашенко | 5 листопада 2018 |
| 64              | 32               | Наталя Пасеницька | Денис Голишев, Сергій Хачко, Григорій Подольський, Олексій Вознюк, Дмитро Андрієнко, Олександр Разбейков, Рома Грищук, Олексій Рева, Ігор Рева, Антон Мигаль, Артур Губка, Степан Олійник, Євгеній Сосовський, Іван Мелашенко | 5 листопада 2018 |
| 65              | 33               | Наталя Пасеницька | Денис Голишев, Сергій Хачко, Григорій Подольський, Олексій Вознюк, Дмитро Андрієнко, Олександр Разбейков, Рома Грищук, Олексій Рева, Ігор Рева, Антон Мигаль, Артур Губка, Степан Олійник, Євгеній Сосовський, Іван Мелашенко | 6 листопада 2018 |